# Symbole de Mulliken
Cet article court présente un sujet plus développé dans : Symétrie moléculaire.
Les symboles de Mulliken sont des symboles utilisés pour désigner les représentations irréductibles de groupes ponctuels de symétrie. Ils sont couramment utilisés en physique, en chimie, en spectroscopie vibrationnelle, etc. parfois sous le nom d'étiquette de symétrie. Les symboles sont nommés d'après Robert Mulliken qui les proposa dans les années 1930 ,, en étendant aux états électroniques la notation développée au même moment par George Placzek dans sa classification des vibrations moléculaires. Les symboles sont construits de manière à indiquer clairement la manière dont l'objet considéré se transforme sous l'effet des opérations de symétrie du système. C'est ce qui fait leur aspect pratique et leur supériorité sur d'autres notations plus systématiques mais moins explicites.
Un symbole de Mulliken est constitué d'une lettre à laquelle on ajoute selon les cas des indices et des exposants. Les principes généraux peuvent être résumés comme suit.
| A et B            | Pour une représentation de dimension 1 symétrique (A) ou antisymétrique (B) pour la rotation principale. Si le système n'admet aucune rotation comme élément de symétrie, A est utilisé.                                  |
| E                 | Pour une représentation de dimension 2 |
| F ou T            | Pour une représentation de dimension 3 |
| G, H...           | Pour une représentation de dimension 4, 5... |
| ’ et ’’           | Symétrique (’) ou antisymétrique (’’) pour un plan miroir. |
| Indices g et u    | Symétrique (g, allemand : gerade ou pair) ou antisymétrique (u, allemand : ungerade ou impair) pour l'inversion par rapport à l'origine.                                                                                  |
| Indices 1, 2 et 3 | Signification variable selon les cas. Peut servir à distinguer les rotations principale et secondaire dans les systèmes quadratiques, trigonaux et hexagonaux ou les directions équivalentes d'un système orthorhombique. |